# Criptopoesia
La criptopoesia  es un nuevo tipo de arte digital donde la poesía se expresa en la web 3 ( conocido como NFT)    algunas de las blockchain usadas para construir esta tecnología son Ethereum, Tezos  y Bitcoin ( Ordinals)
El poeta Jorge dot ha sido uno de los primeros en  escribir un poemario tokenizado, Por su parte la autora  Ana Maria Caballero ha  promovido la poesía en web 3 mediante la creación de una galería digital conocida como The VERSEverse.

## Comienzos
La explosión de los NFT en el 2017 permitió nuevas formas de expresión artística,  el minteo comenzó a masificarse por la blockchain de Tezos, debido a un costes de fee mucho más bajo en comparación con Ethereum. Sitios como Open Sea, Hit Ect nun y rarity comenzaron  ser populares, para la gestación de  estos criptoactivos. Rápidamente celebridades , equipos de futbol y políticos crearon sus galerías.
Fue en el 2018 que el popular artista llamado Jorge Dot púbico un primer poemario en  en NFT,  lo cual tuvo su aceptación  de forma discreta.
Para el 2020 irrumpe con fuerza en la web 3 la poeta Colombo- Americana  Ana Maria Caballero quien funda la galería de arte  digital The VERSEVerse y comienza hacer sus primeros NFT poéticos en la cadena Tezos. Segan su propio sitio web ell objetivo es celebrar, empoderar, educar y crear comunidad. 
En el 2023 crea una pieza digital titulada Erase una vez en la modernidad la cual nace al incursionar en los archivos históricos del diario ABC.
En el 2024  ella se convierte en la primera poeta  en   subastar un cripto poema titulado Cord para la prestigiosa  casa de subastas Sotheby.

## Exponentes
Algunos de los principales exponentes de la criptopoesia son:
- Ana Maria Caballero
- Jorge Dot
- Amalia Moreno Restrepo
- Andrea Halaby[5]
- Bernar Venef